# トム・オトゥール
トム・オトゥール（Tom O'Toole、1998年9月23日 - ）は、ユナイテッド・ラグビー・チャンピオンシップ、アルスターに所属するラグビー選手。

## プロフィール
- アイルランド・ドロヘダ出身[1]。
- ポジションはプロップ(PR)。
- 身長 183cm、体重 123kg
- U20アイルランド代表に選ばれたことがある[2]。
- アイルランド代表キャップは12（2024年2月現在）でラグビーワールドカップ2023のアイルランド代表に選ばれた[3]。

## 略歴
2017年、アルスターに加入。 